# Midriàtic

Resposta midriàtica

Un midriàtic és aquell fàrmac o agent que produeix midriasi o dilatació de la pupil·la. S'empren tòpicament en medicina per realitzar exàmens de fons d'ull. Els més utilitzats són l'atropina, la hiosciamina i la neosinefrina. L'atropina bloca els receptors muscarínics d'acetilcolina. L'acetilcolina és el neurotransmissor del sistema nerviós parasimpàtic blocant la seva acció i fent que la pupil·la no es pugui contreure.
La cocaïna inhibeix la reabsorció de noradrenalina dins la sinapsi nerviosa. Quan una solució de cocaïna es deixa caure a l'ull, la noradrenalina ja no és reabsorbida per les neurones, i augmenta els seus nivells. La noradrenalina, és un neurotransmissor del sistema nerviós central, i causa dilatació de la pupil·la.
La midriasi és utilitzada com a prova de diagnòstic per la síndrome de Bernard-Horner. Molts altres fàrmacs com les amfetamines i els fàrmacs al·lucinògens (LSD, bolets psicodèlics, mescalina i MDMA) causen també midriasi. D'igual manera alguns antihistamínics i antidepressius tricíclics poden causar midriasi.
A més, fàrmacs com la tropicamida s'utilitzen en medicina per permetre l'examen de la retina i altres estructures del fons de l'ull. Un efecte secundari de l'administració d'un midriàtic és la intolerància a llum brillant.
A l'antiga Roma, les dones utilitzaven el suc de fulles de la belladona per provocar-se aquest efecte midriàtic atès que ja tenien constància experimental de l'estímul sexual que provoca aquesta dilatació pupil·lar.